# El gatopardo
El gatopardo (título original, Il Gattopardo) es una novela escrita por Giuseppe Tomasi di Lampedusa, entre finales de 1954 y 1957. Rechazada en un principio por las editoriales Einaudi y Mondadori, fue publicada póstumamente por la editorial de Giangiacomo Feltrinelli con prólogo de Giorgio Bassani. En 1959 obtuvo el Premio Strega, y en 1963 Luchino Visconti la adaptó al cine.

## Argumento
El gatopardo narra las vivencias de Don Fabrizio Corbera, Príncipe de Salina, y su familia, entre 1860 y 1910, en Sicilia (Palermo y Palma di Montechiaro). El título se refiere al leopardo jaspeado o serval (en italiano, gattopardo) que aparece en el escudo de armas de la familia Salina.
En mayo de 1860, tras el desembarco de Garibaldi en Sicilia, Don Fabrizio (personaje inspirado en Giulio IV di Lampedusa, bisabuelo del autor) asiste con distancia y melancolía al final de una época. La aristocracia, representada por el Príncipe Fabrizio, comprende que el final de su supremacía se acerca: es el momento de que se aprovechen de la situación política los burócratas y la burguesía, las nuevas clases sociales emergentes que sacarán provecho del nuevo régimen generado por la unificación italiana. Don Fabrizio, perteneciente a una familia de rancio abolengo, se indigna al saber que su sobrino Tancredi Falconeri, a pesar de combatir en las filas garibaldinas, es lo bastante oportunista para intentar aprovecharse de la situación y adaptarse al nuevo sistema político. No obstante, el Príncipe Fabrizio se tranquiliza al notar que al menos Tancredi no será reducido a la insignificancia política y social.

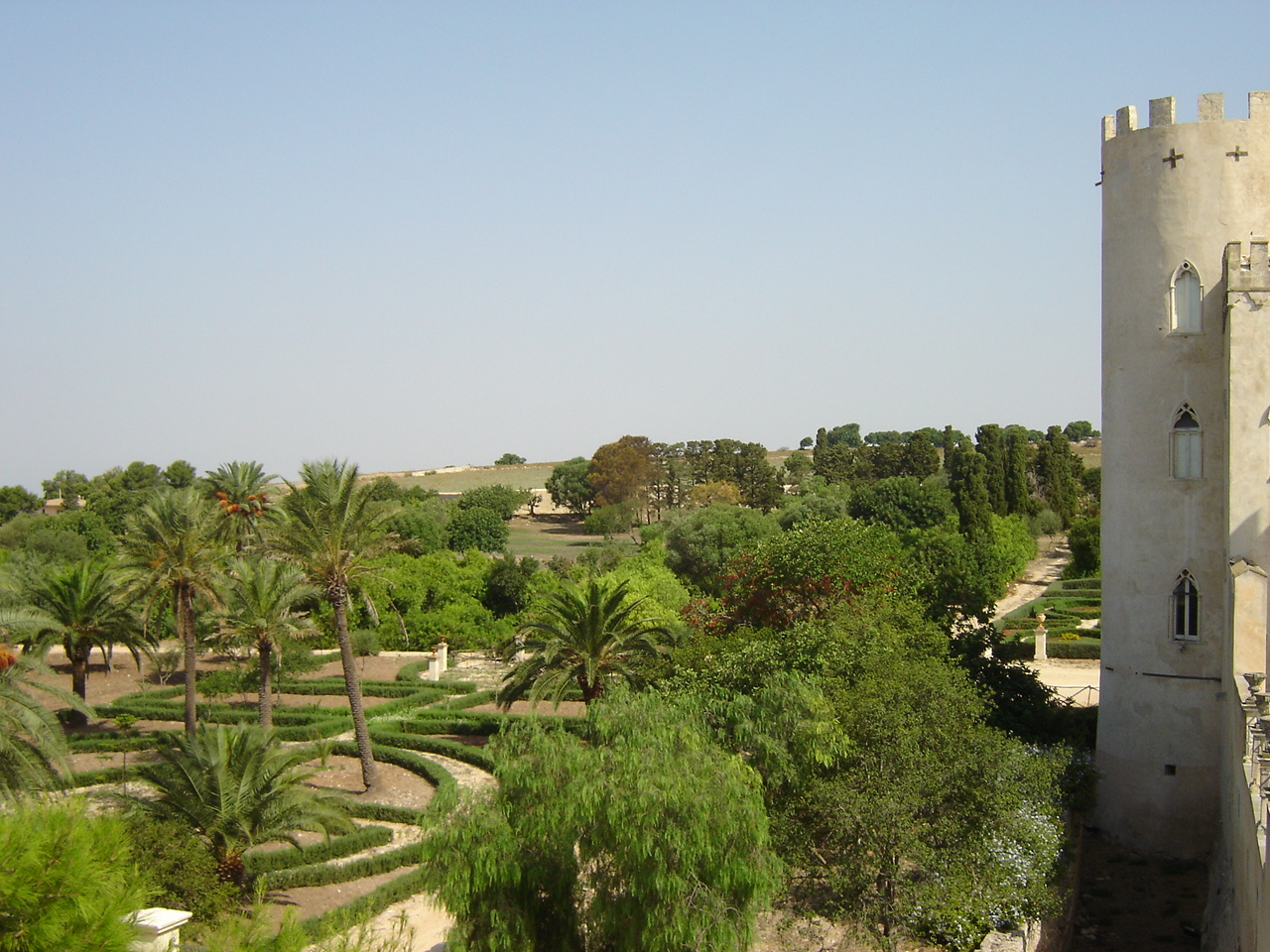
Vista parcial del extenso parque del Castillo de Donnafugata.

Cuando, como todos los años, el Príncipe se traslada con toda su familia a la residencia estival de Donnafugata, se encuentra a un nuevo alcalde, Don Calogero Sedàra, un prestamista y usurero burgués de origen humilde que se ha enriquecido y ha hecho carrera como político, junto a su hija Angélica, una joven de gran belleza. El joven Tancredi había manifestado interés en casarse con Concetta, la primogénita del Príncipe, pero es rechazado por Concetta cuando Tancredi narra en una cena, donde acuden el Príncipe, Don Calogero, y Angélica, una de sus aventuras con los camisas rojas de Giuseppe Garibaldi, cuando junto a un compañero llamado Tassoni incursionaron en un convento de monjas. 
Al día siguiente la familia Salina acude a un convento de monjas, al cual tiene acceso privilegiado sólo el Príncipe Fabrizio y su confesor, el padre Pirrone. Repentinamente Tancredi solicita también entrar al convento, alegando que "una interpretación de sus palabras le permitiría la entrada" pero Concetta le comenta amargamente que él ha estado antes en un convento, recordando la "aventura" con Tassoni que había narrado en la cena. Desde entonces las relaciones entre Concetta y Tancredi se enfrían.
Poco después Tancredi pide a su tío Fabrizio que interceda ante Don Calogero para casarse con Angelica, fascinado probablemente por su gran belleza, pero sobre todo porque Tancredi ambiciona hacer carrera en la política del Reino de Italia y para ello precisa vincularse con un burgués cercano al nuevo régimen. Por su parte Don Calogero acepta el pedido de Tancredi para ganar "respeto" ante los campesinos que conocen de su origen pueblerino y le desprecian por su actividad de usurero, mientras que Angélica desea un esposo ambicioso con el cual "proyectarse" a una posición social superior a la de su padre, a quien menosprecia. El Príncipe visita el pueblo de Donnafugata junto con el organista Don Ciccio, para conocer cómo se desarrollan allí las elecciones parlamentarias ordenadas por el Reino de Italia. El Príncipe Fabrizio se entera por Don Ciccio que la población ha votado "de forma unánime" por el candidato gubernamental, pero que tal resultado se debe a un masivo fraude electoral ejecutado por Don Calogero y sus colegas, deseosos de mantener buenas relaciones con el régimen a toda costa; el Príncipe Fabrizio reflexiona que esta conducta deshonesta destruye toda buena voluntad que la unificación italiana aún tenía entre el pueblo siciliano, conocedor del engaño tramado por los poderosos.
Otro episodio significativo es la llegada a Donnafugata de un funcionario piamontés, Aimone Chevalley de Monterzuolo, que ofrece a Don Fabrizio la posibilidad de ser senador del nuevo Reino de Italia. Sin embargo, el Príncipe rechaza esta oferta alegando que está demasiado ligado al antiguo régimen de los Borbones y que la Casa de Saboya desconoce la situación real de los sicilianos, tanto aristócratas como campesinos, diciendo que "su orgullo es más fuerte que su miseria".
Poco después Angélica y Tancredi visitan al Príncipe y se instalan por unos días en su amplia mansión, donde aún viven Concetta y sus hermanas, uniéndose poco después el Conde Carlo, amigo de Tancredi que vanamente corteja a Concetta. La acción pasa al año 1862 cuando la familia Salina acude a un baile en Palermo, donde se da cita la aristocracia siciliana junto a los burgueses ricos, en el cual el Príncipe reflexiona sobre su pasado, su vida con su esposa, y la felicidad fugaz de Tancredi con Angélica, sabiendo que su boda significa el fin de un mundo regido por la aristocracia y el inicio de una época "dominada por intereses más inmediatos" pues el Príncipe Fabrizio conoce las verdaderas ambiciones de Tancredi y las de Angélica.
La vida del Príncipe a partir de ese momento transcurre con monotonía y desconsuelo, hasta la muerte, que le llega en una anónima habitación de hotel en 1883, cuando regresaba de Nápoles, a donde había acudido para unas visitas médicas. En su casa permanecerán las tres hijas solteras, amargadas por su vida cerrada y solitaria, lideradas por Concetta, dedicadas a coleccionar falsas reliquias de santos. La acción se traslada a más de cuarenta años después, al año 1910, cuando repentinamente la ya anciana Concetta recibe la visita de Angélica; para esa fecha Tancredi ha muerto tras una agitada carrera política y la envejecida Angélica sufre problemas de salud. Angélica ofrece usar sus influencias para que el obispado de Palermo no ridiculice a las hermanas Salina por su colección de reliquias falsas y le indica que a la reunión se unirá el anciano senador Tassoni, viejo amigo de Tancredi y examante de Angélica.
Allí Tassoni revela que la broma de Tancredi sobre "entrar en el convento" era una forma de declarar su interés en casarse con Concetta, y que con los años Tancredi se arrepintió de su boda con Angélica. Ello causa que Concetta tome conciencia de su responsabilidad y se vea forzada a no culpar más a Tancredi y al Príncipe por su destino. Días después, Concetta, en un gesto decidido, dispone arrojar a la basura el cuerpo taxidermizado de la mascota de su padre, el perro Bendicó, el único recuerdo que hasta ese momento no le causaba ningún dolor. El perro pasa a ser así un símbolo del pasado que, definitivamente, se pierde, adoptando mientras es arrojado por la ventana la forma de un Gatopardo, el emblema de la familia. "Luego todo se apaciguó en un montoncito de polvo lívido". 
El gatopardo está originalmente escrita en italiano, aunque aparecen frecuentemente frases en latín y francés.

## «Gatopardismo» y política
El personaje de Tancredi declara a su tío Fabrizio la conocida frase «Si queremos que todo siga como está, necesitamos que todo cambie» (en italiano: «Se vogliamo che tutto rimanga come è, bisogna che tutto cambi»). Esta frase simboliza la capacidad de los sicilianos para adaptarse a lo largo de la historia a los distintos gobernantes de la isla, pero también la intención de la aristocracia de aceptar la revolución unificadora para poder conservar su influencia y poder. El «gatopardismo» o lo «lampedusiano» es, en ciencias políticas, el «cambiar todo para que nada cambie», paradoja expuesta por Giuseppe Tomasi di Lampedusa (1896-1957). La cita original expresa la siguiente contradicción aparente:

"Si queremos que todo siga como está, es necesario que todo cambie".
"¿Y ahora qué sucederá? ¡Bah! Tratativas pespunteadas de tiroteos inocuos, y, después, todo será igual pese a que todo habrá cambiado".
"… una de esas batallas que se libran para que todo siga como está".

Se basa en la cita de Alphonse Karr (1808-1890) «plus ça change, plus c’est la même chose» (‘cuanto más cambie, es más de lo mismo’), publicada en enero de 1849 en la revista Les Guêpes (‘las avispas’).
Desde entonces, en ciencias políticas se suele llamar «gatopardista» o «lampedusiano» al político que inicia una transformación política revolucionaria pero que, en la práctica, solo altera la parte superficial de las estructuras de poder, conservando intencionadamente el elemento esencial de estas estructuras.
Así, la novela muestra cómo la aristocracia absolutista del Reino de las Dos Sicilias fue expulsada del poder político para instaurar la monarquía parlamentaria y liberal del Reino de Italia, pero ello no implicó la transformación de las estructuras de poder. La burguesía leal a la Casa de Saboya simplemente sustituyó a los aristócratas como nueva élite que acaparó para sí todo el poder político, recurriendo incluso al fraude electoral bajo una apariencia democrática.
En otra frase, el protagonista expresa su insatisfacción por los cambios sociales ocurridos en Sicilia comparando el destino de la aristocracia nativa con el de los campesinos, totalmente distinto al de la nueva burguesía: «Nosotros somos leopardos y leones, quienes tomarán nuestro lugar serán hienas y chacales. Pero los leopardos, chacales y ovejas seguiremos considerándonos como la sal de la tierra».
La novela no estuvo exenta de polémicas en el momento de publicarse. De hecho, Tomasi di Lampedusa fue acusado de reaccionario por mostrar como arribistas deshonestos a los políticos que habían apoyado la unificación italiana, lo cual fue tomado como una grave ofensa por la historiografía oficial italiana. Sectores conservadores y derechistas condenaron la obra por presentar a la aristocracia y burguesía sicilianas como interesadas solamente en obtener o mantener privilegios sociales. Inclusive hubo críticas de intelectuales de izquierda en tanto el autor mostraba al campesinado siciliano como «carente de conciencia de clase», al ser nostálgico del Reino de las Dos Sicilias y opuesto a la modernidad.

## El gatopardo, en el cine
Esta novela de Lampedusa fue llevada al cine con el mismo nombre por el director italiano Luchino Visconti en 1963. La adaptación, de casi tres horas de duración, contó con un reparto encabezado por Claudia Cardinale, Burt Lancaster y Alain Delon. La película fue muy bien acogida por el público y la crítica.

## Galería

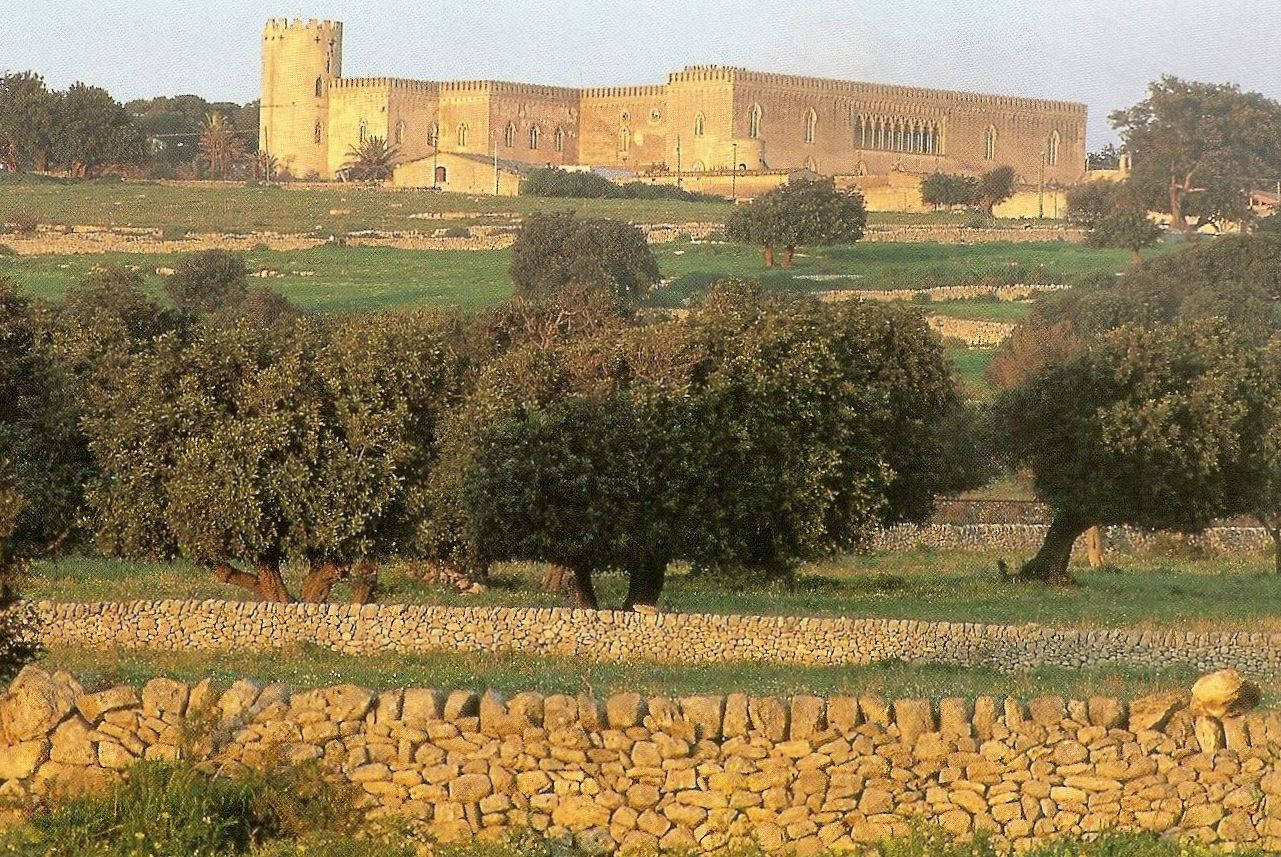
Castillo de Donnafugata.
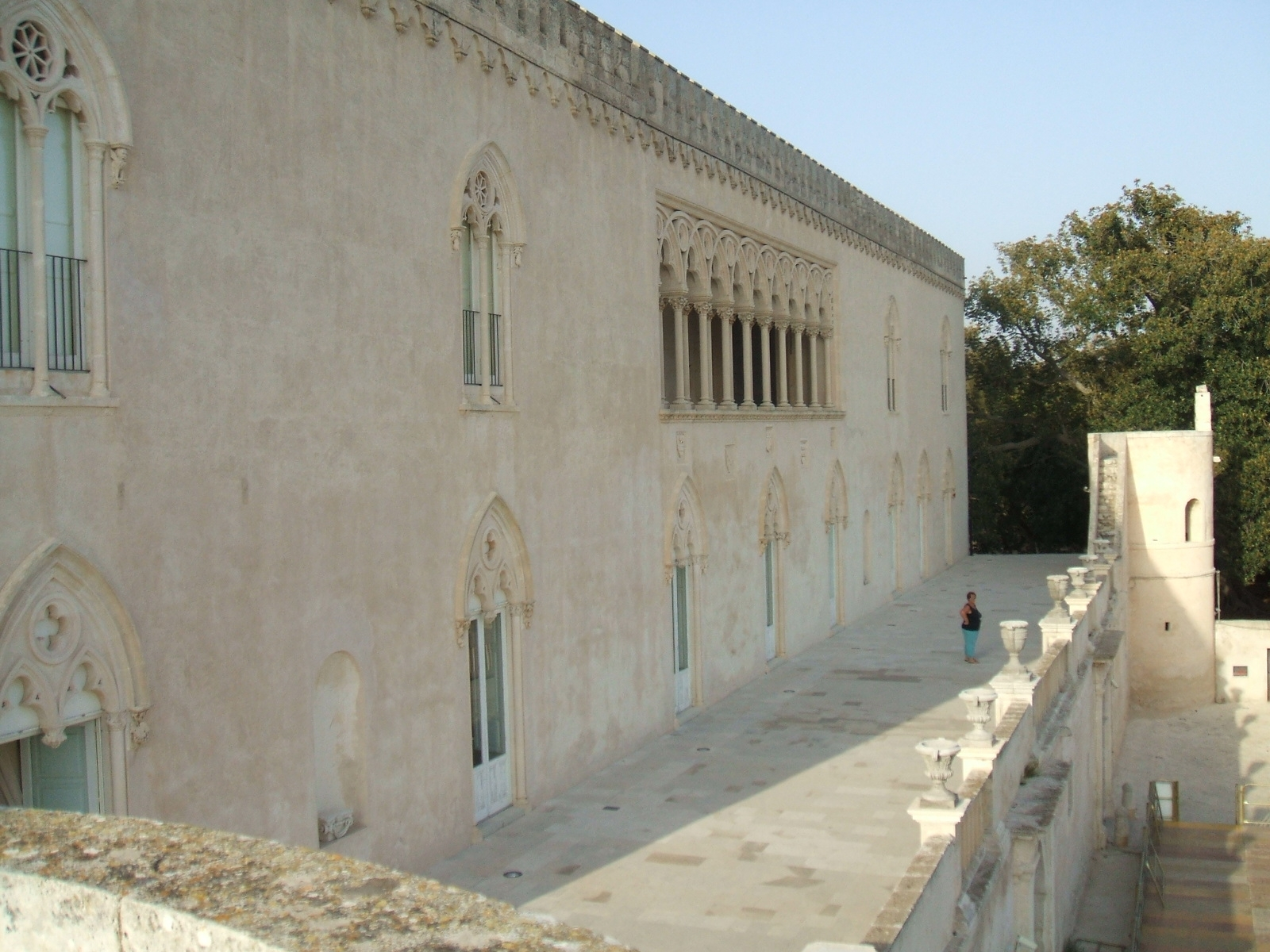
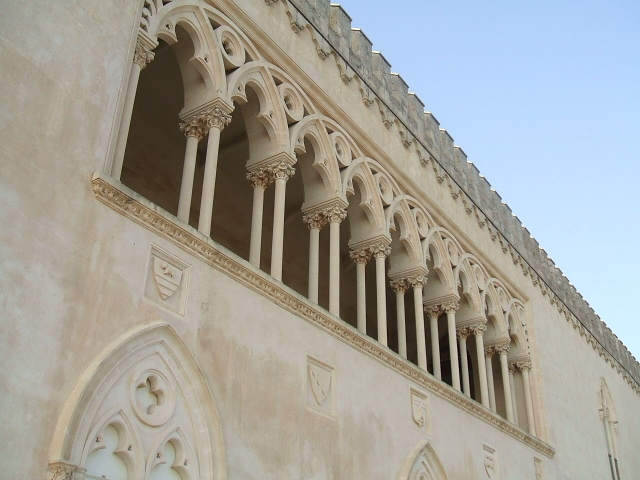
Logia del castillo.
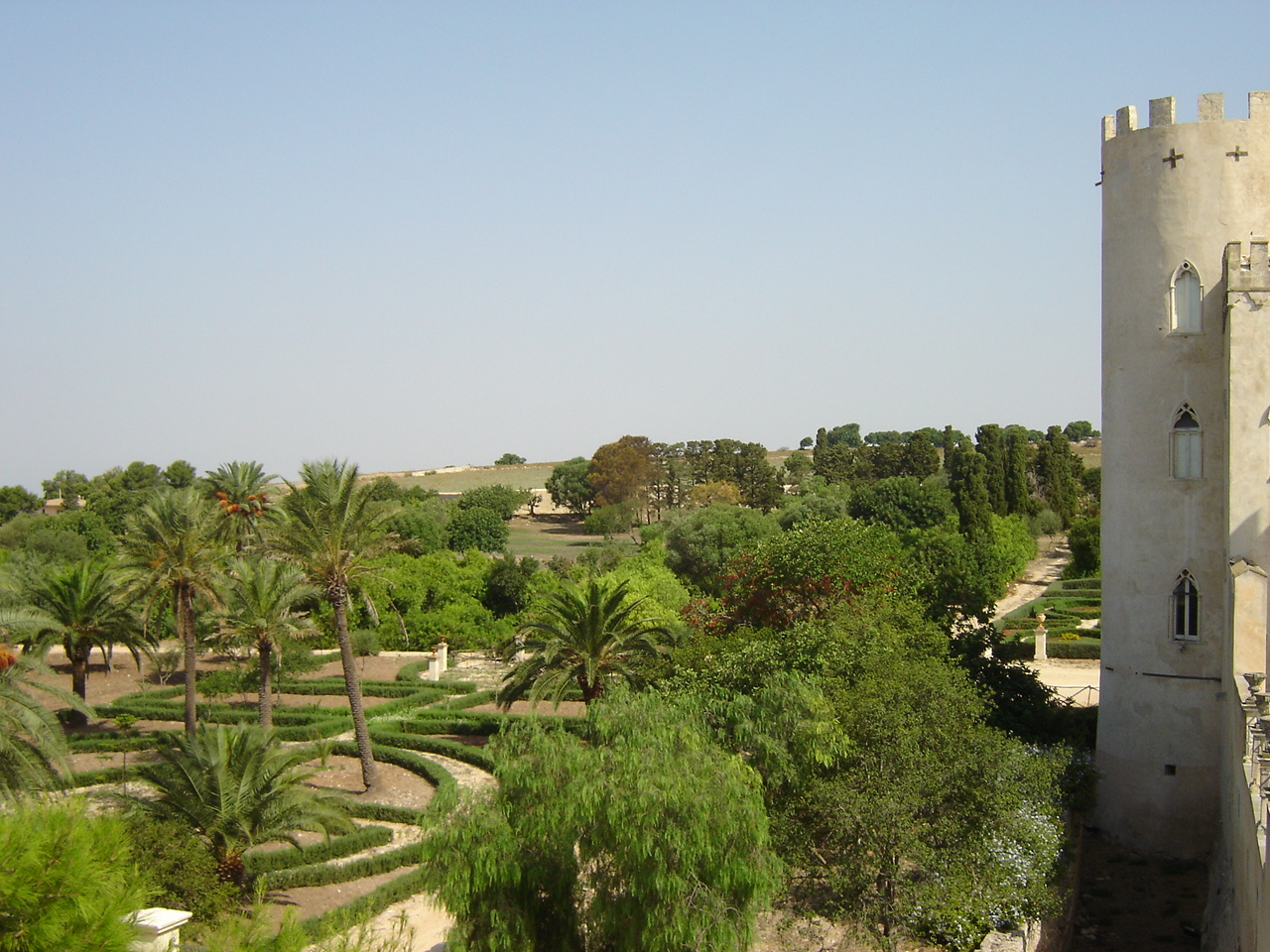
El parque